# Scorpaena pele
Scorpaena pele és una espècie de peix pertanyent a la família dels escorpènids.

## Descripció
- Fa 13,5 cm de llargària màxima.
- Nombre de vèrtebres: 24.[4][5]

## Hàbitat
És un peix marí, demersal i de clima tropical que viu entre 176-240 m de fondària.

## Distribució geogràfica
Es troba al Pacífic oriental central: les illes Hawaii.

## Costums
És bentònic.

## Observacions
És inofensiu per als humans.